# دالي هيكي
دالي هيكي (بالإنجليزية: Dale Hickey)‏ هو رسام أسترالي، ولد في 1937 في ملبورن في أستراليا.